# Мартинюк Максим Петрович
Максим Петрович Мартинюк (нар. 24 квітня 1977, м. Одеса) — виконувач обов'язків міністра аграрної політики та продовольства України.

## Біографія
Народився 24 квітня 1977 року в місті  Одеса.
З 1982 року проживає в м. Вінниця.
В період з 1983 по 1993 роки навчався у Вінницькій ЗОШ № 6.
В 1993–1998 роках навчався на економічному факультеті Вінницького державного сільськогосподарського інституту за спеціальністю «Менеджмент організацій». Одночасно в 1997 році здобув освіту за спеціальністю «Правознавство» (диплом молодшого спеціаліста).
В період з 1998 по 1999 роки працював головним спеціалістом — юристом Вінницького райвідділу Пенсійного фонду України.
З 2000 по 2003 роки працював старшим викладачем кафедри менеджменту Вінницького підрозділу Європейського університету.
В 2004 обійняв посаду голови правління ВАТ "Проектно-вишукувальний інститут «Вінницяводпроект», де працював до 2009 року.
В період з 2009 по 2010 роки працював начальником управління охорони водних ресурсів Мінприроди України, а згодом першим заступником начальника Держуправління охорони навколишнього природного середовища у Вінницькій області.
З 2011 по 2014 роки — директор Департаменту архітектури, містобудування та кадастру Вінницької міської ради в команді Володимира Гройсмана.
З 14 березня 2014 року — перший заступник Голови Державної архітектурно-будівельної інспекції України.
З 25 березня 2014 року — Державної архітектурно-будівельної інспекції України.
З 4 березня 2015 року — Голова Державної служби України з питань геодезії, картографії та кадастру.
З 22 липня 2016 року по 7 лютого 2019 року —  перший заступник міністра аграрної політики та продовольства України. Виконував обов'язки міністра з 22 листопада 2018 року по 6 лютого 2019 року.